# Tughtigin
Zahir ad-Din Tughtigin (arabisch ظهير الدين طغتكين, DMG Ẓahīr ad-Dīn Ṭuġtikin, in westlicher Literatur auch Tughtekin oder Tugtakin; † 12. Februar 1128) war ab 1104 Atabeg von Damaskus und Begründer der Buriden-Dynastie.
Abu Mansur Tughtigin („der Rossschweif-Prinz“) war Offizier unter dem Seldschukenherrscher Tutusch von Damaskus. Nach dessen Tod 1095 unterstützte er Tutuschs Sohn Duqaq gegen dessen Bruder Radwan. Nach Duqaqs Tod 1104 übernahm Tughtigin selbst die Herrschaft über Damaskus und verdrängte Duqaqs minderjährigen Sohn und Bruder.
1105 und 1106 tat er sich im Kampf gegen die Kreuzfahrer hervor, als er zusammen mit den Städten Tripolis und Tyros gegen diese operierte.
Später verbündete er sich mit Maudud von Mosul, der die Kreuzfahrer aus Asien verdrängen wollte.
Als König Balduin I. von Jerusalem 1113 den Waffenstillstand mit Damaskus verletzte, gingen sie gemeinsam gegen die Kreuzfahrerstaaten vor. Nach anfänglichen Erfolgen in Galiläa, wo sie Balduins Heer in die Flucht schlugen, mussten sie sich im September jedoch wieder nach Damaskus zurückziehen. Als dort im Oktober 1113 Maudud von Assassinen ermordet wurde, geriet Tughtigin beim Sultan in Bagdad in Verdacht, am Mord mitschuldig zu sein, was ihn 1114 zu einem erneuten Waffenstillstand mit Balduin bewog.
Nach seinem Tod übernahm sein Sohn Buri die Herrschaft in Damaskus.